# Relikwiarz świętej Urszuli

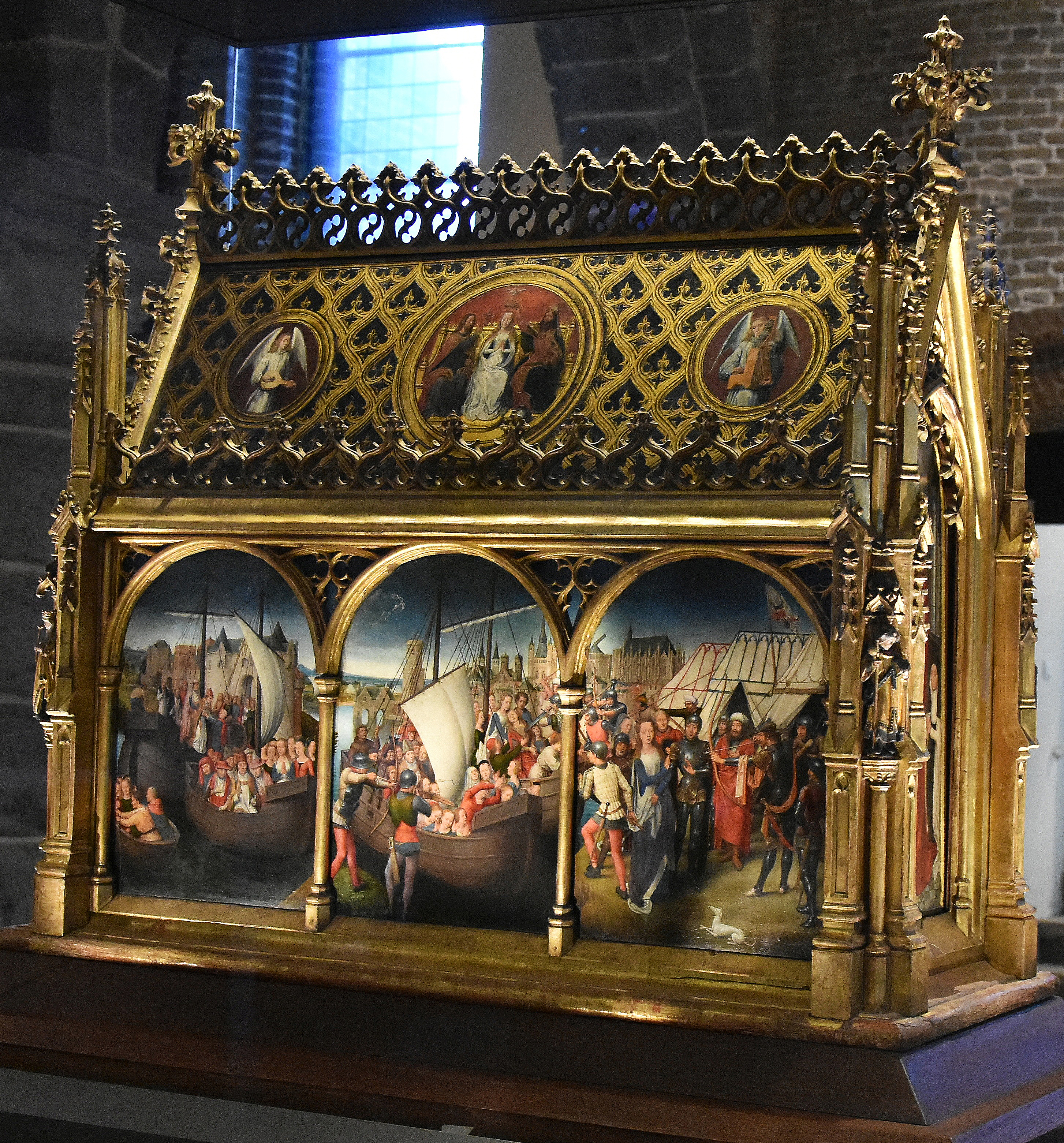
Relikwiarz św. Urszuli

Relikwiarz św. Urszuli – relikwiarz pokryty malowidłami niderlandzkiego malarza niemieckiego pochodzenia Hansa Memlinga, jednego z najważniejszych przedstawicieli wczesnego renesansu w Europie. Powstanie dzieła datuje się na 1489. Obecnie relikwiarz znajduje się w Hans Memlingmuseum (Sint-Janshospitaal) w Brugii. Jest to skrzynka o rozmiarach 87 x 33 x 91 cm z pozłacanego i pokrytego malowidłami drewna. Ma kształt tradycyjnego domu z dwuspadowym dachem. Obrazy znajdują się na jego dachu i na wszystkich bokach. Całość jest ozdobiona detalami charakterystycznymi dla późnego gotyku: pinaklami, statuami, czy niszami.

## Legenda

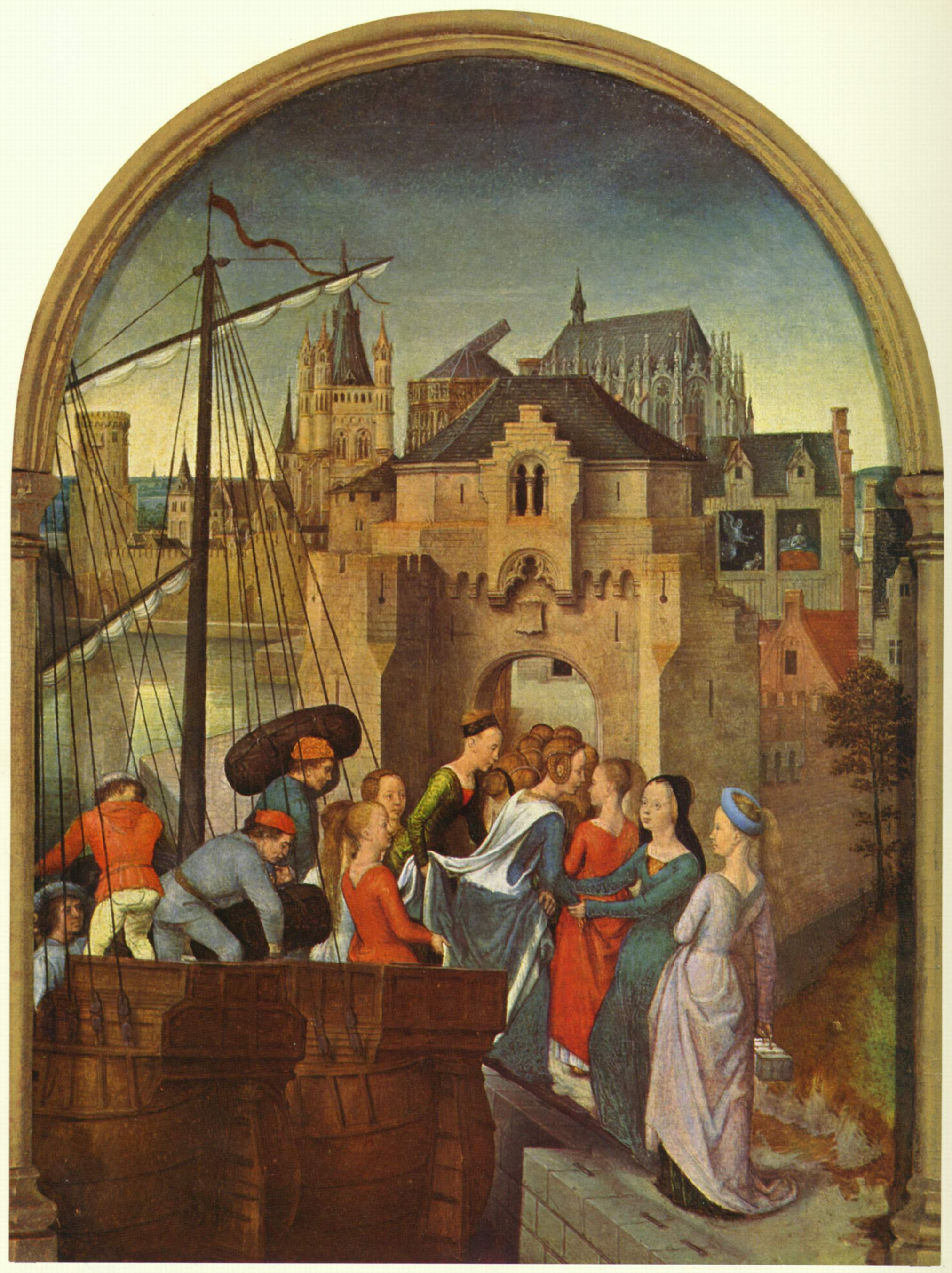
Przybycie św. Urszuli statkiem do Kolonii

Malowidła na relikwiarzu mają swoje źródło w legendzie o św. Urszuli, która żyła rzekomo e IV w. i była córką króla brytyjskiego, a poniosła śmierć męczeńską w Kolonii. Fakt ten wydaje się udokumentowany historycznie, gdyż zachowały się informacje o śmierci męczeńskiej pewnej liczby dziewcząt w Kolonii, za czasów prześladowania chrześcijan w okresie panowania Cesarstwa Rzymskiego. Istnieje wiele wersji wspomnianej legendy.  Otóż, legenda głosi, że Urszula miała zostać żoną pogańskiego księcia, ale postanowiła zachować dziewictwo i dlatego uciekła na kontynent wraz z jedenastoma towarzyszkami. 
Wraz z nimi miało wypłynąć do Europy 11 tysięcy dziewic. Taka wersja wynika prawdopodobnie z błędu w tłumaczeniu łacińskiego skrótu XI M V, gdzie M tłumaczono jako milia (tysiące), a nie, jak być powinno, martyres (męczennice). Podróżniczki przybyły do Tiel, a następnie Renem do Kolonii. Później udały się na pielgrzymkę do Rzymu. Stamtąd wróciły do Kolonii wraz z papieżem Cyriakiem (który w rzeczywistości nigdy nie istniał), ponieważ ten zrzekł się władzy papieskiej, aby towarzyszyć dziewicom. Gdy przybyły do Kolonii, była ona oblegana przez Hunów. Nie chciały się oddać barbarzyńcom, ale zdecydowały się na śmierć męczeńską. Hunowie zostali jednak pokonani, a ciała męczennic pochowane w mieście. Wersja legendy, za którą idzie Memling, nosi znamiona wpływu tzw. wizji św. Elżbiety z Schönau i św. Hermanna Josepha von Steinfeld. Zasadniczo jednak artysta bierze za podstawę Złotą legendę Jakuba de Voragine.

## Opis

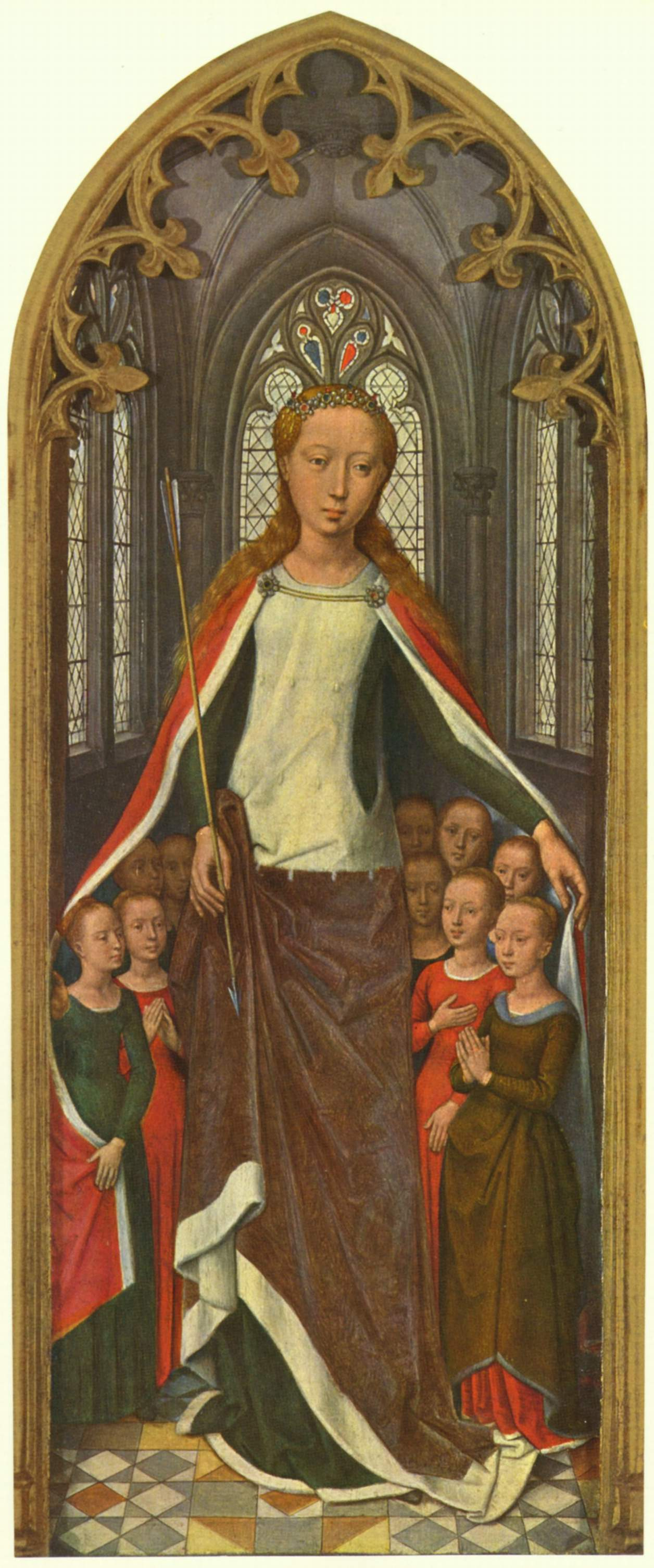
Św. Urszula ochrania płaszczem swe towarzyszki

Memling malowidłami ilustruje poszczególne sceny znane z legendy.  

### Szczyty relikwiarza
Na jednym jego szczycie umieścił postać Madonny z Dzieciątkiem i modlące się dwie mniszki (91,5 x 41,5 cm). Być może są to Jodoca van Dudzeele i Anna van den Moortele, rzekome donatorki relikwiarza. Na drugim szczycie widoczna jest Św. Urszula, która osłania płaszczem swoje towarzyszki (91,5 x 41,5 cm). To ostatnie malowidło charakteryzuje się dwojaką skalą. Postać św. Urszuli jest przynajmniej dwa razy większa niż pozostałe postacie, które zostały zminiaturyzowane. Artysta koncentruje opowiadanie o św. Urszuli w sześciu scenach uwidocznionych na dłuższych bokach relikwiarza. Odzwierciedlają one chronologicznie wydarzenia znane z legendy.

### Boki relikwiarza
Na jednym z dłuższych boków znajdujemy następujące sceny:
- Przybycie św. Urszuli do Kolonii (35 x 25,3 cm) - Tutaj zaczyna się opowiadanie o świętej. Można rozpoznać niektóre budowle Kolonii, jak np. jeszcze nie ukończoną katedrę, Gross St. Martin, kościół św. Seweryna i basztę Bayenturm.
- Przybycie św. Urszuli do Bazylei (35 x 25,3 cm) - Nie da się zidentyfikować budowli uwiecznionych na obrazie. W tle widoczna jest, przedstawiona dość naiwnie, droga przez Alpy.
- Przybycie św. Urszuli do Rzymu (35 x 25,3 cm) - Przed Lateranem Urszula otrzymuje błogosławieństwo do papieża Cyriaka. Z prawej strony malowidła widać towarzyszki świętej przyjmujące chrzest. W głębi po prawej stronie św. Urszula przyjmuje komunię św.

Drugi z dłuższych boków relikwiarza zawiera następujące sceny:

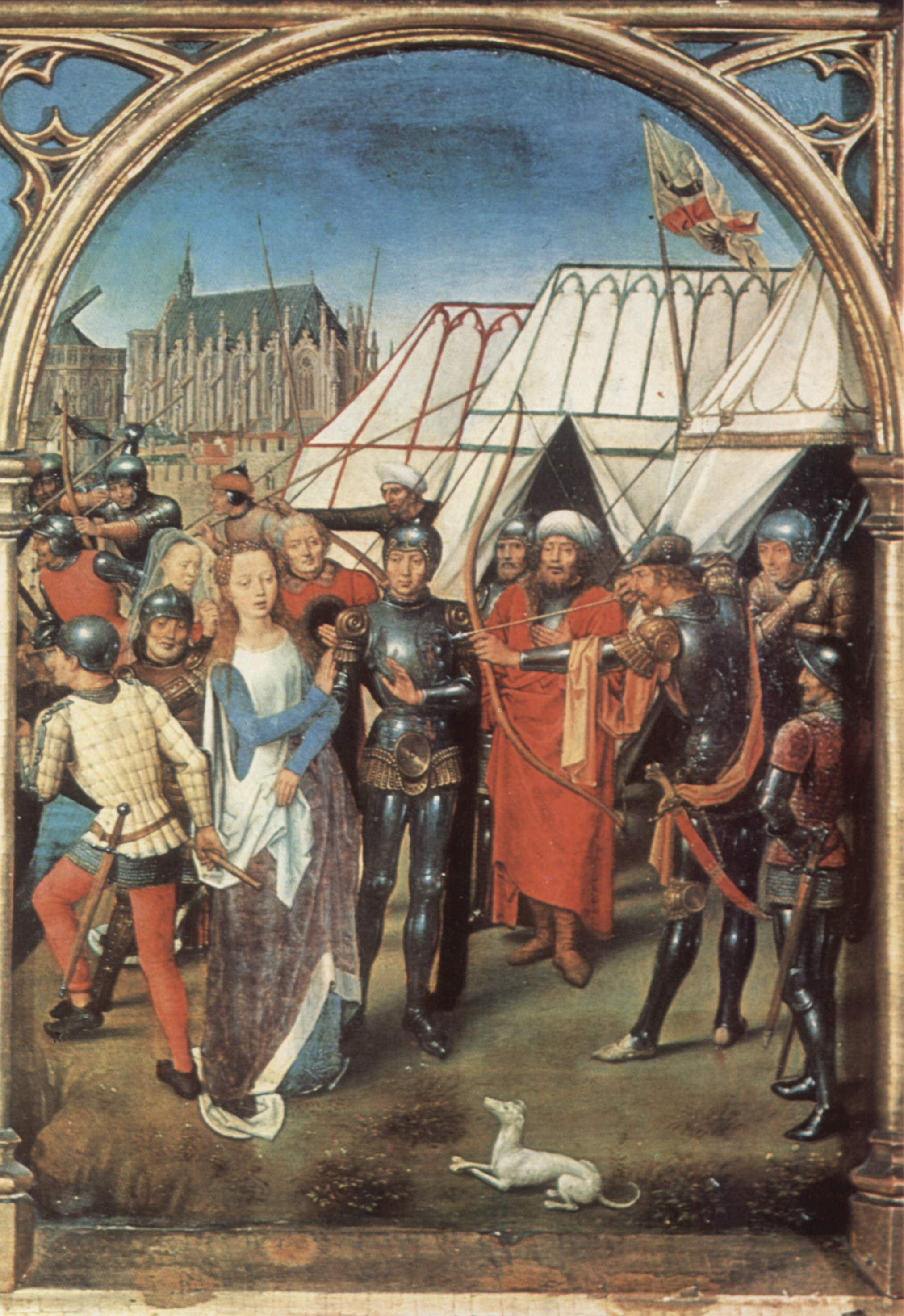
Męczeństwo św. Urszuli

- Powrót św. Urszuli do Bazylei (35 x 25,3 cm) - Święta przypływa statkiem razem papieżem i kardynałami, którzy przybyli z nią, aby jej strzec.
- Męczeństwo dziewic (35 x 25,3 cm) - Hunowie zabijają dziewice strzałami z łuków i kusz oraz ciosami mieczy. Św. Urszula ukazana jest jako podtrzymująca jedną z towarzyszek ugodzonych przez barbarzyńcę.
- Męczeństwo św. Urszuli (35 x 25,3 cm) - Urszula odrzuca propozycję małżeństwa z władcą Hunów i zostaje ugodzona przez niego strzałą. Według innej interpretacji władca Hunów identyfikowany jest z rycerzem stojącym obok świętej, natomiast oprawcą jest inny rycerz. Według niektórych przekazów wodzem Hunów, którego nie chciała poślubić Urszula, był Attyla, lecz przeczy temu chronologia[6].

### Medaliony
Górna strona relikwiarza, który przypomina dom lub kaplicę, a więc dach, zdobią medaliony - trzy po każdej stronie: jeden duży, położony centralnie i dwa małe po bokach. Z jednej strony w centralnym medalionie artysta umieścił Św. Urszulę z towarzyszkami, a w mniejszych medalionach aniołów: jednego z psalterium, a drugiego z wiolą. Druga strona ozdobiona została sceną Ukoronowania Matki Bożej oraz, w małych medalionach, postaciami aniołów z lutnią i z przenośnymi organami.